# Bataille d'Édesse
Guerres perso-romaines
La bataille d'Édesse a eu lieu en 260 entre les armées de l'empereur romain Valérien et de l'empereur sassanide Chapour Ier de Perse entre Carrhes et Édesse. La totalité des troupes romaines furent tuées ou faites prisonnières et l'empereur Valérien lui-même fut capturé et mourut peu de temps après. Cette bataille est généralement vue comme l’un des pires désastres militaires de l'histoire de Rome.

## Contexte
Avant la bataille, Chapour Ier avait déjà pénétré plusieurs fois profondément dans les territoires de l'Empire romain, prenant et pillant Antioche en Syrie en 253 ou 256. Après avoir battu l'usurpateur Émilien et portant seul la pourpre, Valérien arrive dans les provinces orientales aussi vite qu’il le peut (254 ou 255) et restaure l'ordre progressivement. Mais il doit aussitôt faire face à une invasion du nord de l'Asie mineure par les Goths, opérant par mer. Ils ravagent le Pont puis se dirigent vers la Cappadoce. La peste fait échouer la tentative de Valérien de les intercepter à Antioche. Alors que l'armée romaine est épuisée par la maladie,  Chapour envahit le nord de la Mésopotamie, probablement au début du printemps.

## La bataille

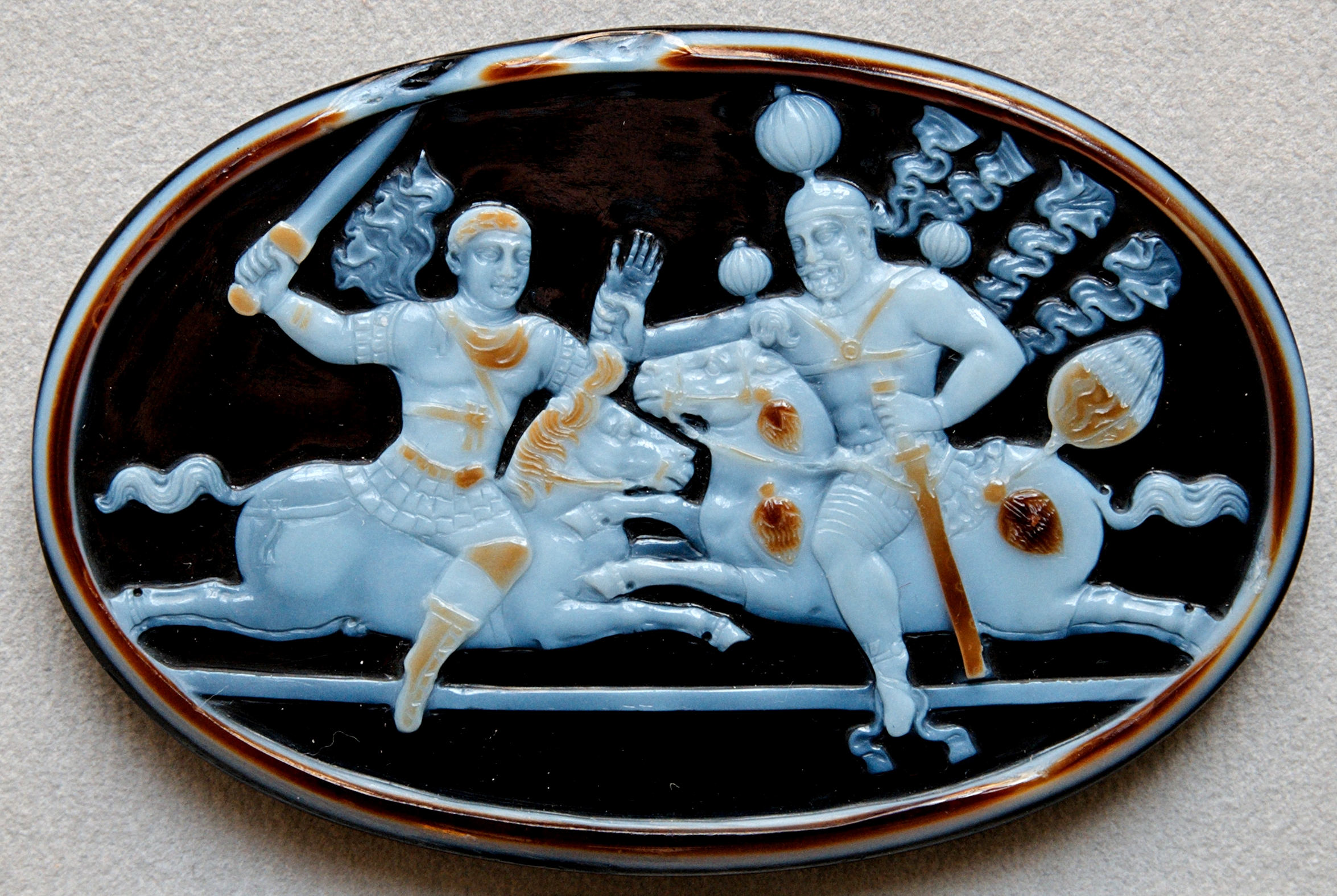
Représentation de la capture de Valérien par Chapour.

L'empereur Valérien, qui a dépassé la soixantaine, fait alors mouvement vers l'Est  et  les frontières de l'empire sassanide. Selon l'inscription de Chapour Ier à Ka'ba-ye Zartosht, Valérien aurait rencontré la principale armée perse, sous le commandement de Chapour, entre Carrhes et Édesse, avec son armée comprenant des unités de tout l'empire, des alliés Germains. Il est défait sans appel et capturé avec toute son armée.
Selon les sources romaines, qui ne sont pas très claires, l'armée romaine est défaite et assiégée par les forces perses. Valérien essaie de négocier, mais est fait prisonnier ; il est possible que son armée se soit rendue après cela, car épuisée par la maladie.  Selon les inscriptions de Chapour, beaucoup d’autres officiels de haut-rang ont été faits prisonniers, dont un préfet du prétoire (peut-être Successianus). Elles indiquent aussi que Chapour est revenu sur sa parole en capturant l’empereur après avoir donné son accord à des négociations.

## Suites

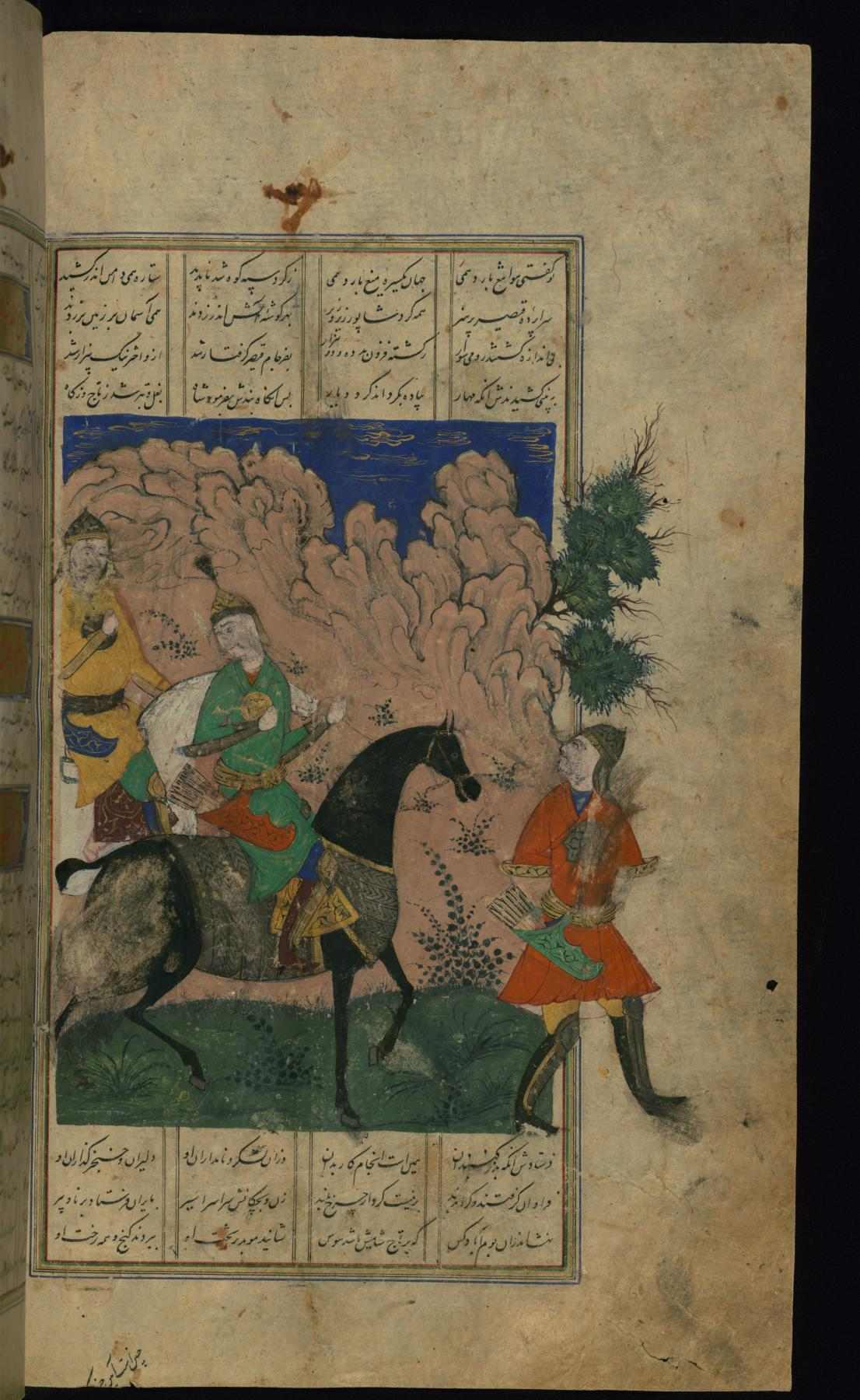
Chapour capture le roi des Romains, miniature persane, dans Shahnameh.

Il existe différents récits sur le destin de Valérien après sa capture. Certains universitaires affirment que Valérien et une partie de son armée sont envoyés dans la cité de Bishapur, où ils vécurent dans d’assez bonnes conditions. Chapour utilisa les soldats survivants dans ses projets de développement, les Romains se faisant artisans ou commerçants. Le Band-e Kaisar (pont de César) est une des réalisations des Romains, près de l'ancienne ville de Suse.
Selon Lactance, Chapour humilia Valérien, utilisant l’ancien empereur comme escabeau pour monter à cheval. Il aurait été gardé en cage et humilié pour le plaisir de l’empereur perse, selon Aurelius Victor. Après sa mort, le corps de Valérien aurait été écorché, empaillé de paille ou de fumier (selon les récits), pour constituer un trophée de la soumission des Romains dans un temple perse,.
D’autres récits indiquent qu’il fut traité avec respect, et que ces allégations de torture furent inventées par des historiens chrétiens de la fin de l’Antiquité pour démontrer les périls encourus par ceux qui persécutaient les chrétiens.
Après la capture de Valérien, Chapour prend la ville de Césarée et déporte 400 000 de ses habitants dans les provinces du sud de l’empire sassanide. Il attaque ensuite la Cilicie, mais est finalement repoussé par une armée romaine appuyée par Macrien, Balliste et Odénat de Palmyre.
La défaite de Valérien à Édesse est le catalyseur d’une série de révoltes qui conduisent à la fragmentation temporaire de l’Empire romain. En Orient, Macrien qui a mis la main sur le trésor de Valérien, proclame empereurs ses fils Macrien le Jeune et Quiétus. Le long de la frontière du Danube, Ingenuus et Regalianus sont aussi proclamés empereurs. Enfin, en Occident, le gouverneur romain Postume profite de la distraction de Gallien pour assassiner l’héritier impérial Salonin et prendre le contrôle des Gaules.